# Religion i Sydasien
Religion i Sydasien er præget af områdets høje grad af etnisk, sproglig og kulturel diversitet; det betyder at fx traditionalisme blandes med modernitet i den moderne indiske stat, at og tolerance og religiøs åbenhed eksisterer side om side med blodige religiøse konflikter i fx Pakistan. De mange forskellige folkeslag, religioner og religiøse grupperinger er et resultatet af den indiske historie, der er præget at både indvandringer, erobringer, imperiers kollaps og den dynamik tætbefolkede områder skaber.
Sydasien er i dag delt i flere stater, hvoraf den største både befolknings- og arealmæssigt er Indien. Blandt Indiens 1,103 mia. indbyggere er tilhængerne af de forskellige religioner fordelt omtrent således:
- 82% hinduer
- 12% muslimer
- 2,3% kristne
- 1,9% sikher
- 0,8% buddhister
- 0,4% jainister
- Restgruppen udgøres af bl.a. forskellige stammereligioner, Bahai, jøder og parsere, de udgør tilsammen omkring 0,4%.

I dag spiller religion i Sydasien stadig en stor rolle i mange menneskers liv, og ægteskab på tværs af religiøse skel er fx stadig yderst sjældne. I offentligheden udviser indere normalt stor respekt for andre religioner og deres tilhængere og forsøger samtidigt at opretholde en vis sekulær attitude for ikke at virke stødende. De sammenstød der har fundet sted mellem religiøse grupperinger har af samme grund sjældent fået stor opbakning udenfor de mest ekstreme grupperinger, og den generelle opfattelse er at de snarere har rod i politik frem for ideologi. [kilde mangler]

## Oldtid
Arkæologisk strækker civilisationen i Sydasien sig tilbage til 2300 f.v.t. hvor induskulturen blomstrede, byer med skriftkultur er udgravet ved Harappa og Mohenjo-Daro, vi kender dog ikke meget til disse byers kultur eller religion, vi kender knapt årsagen til deres forsvinden. Først fra omkring 1200 f.v.t. har vi bevaret de første levn til Indiens historie, da indoeuropæiske stammer bosætter sig i det nordlige Indien, men denne periode er præget af både kronologisk usikkerhed og mangel på reelle historiske oplysninger. De første sikre årstal stammer fra Perserrigets erobring af Punjab i 510 f.v.t. og Alexander den Stores felttog til Indien i 326 f.v.t. Grækerne i Alexanders hær mødte filosoffer og asketer, der fascinerede dem pga. den radikalitet og konsekvens hvormed de udlevede med deres religiøse forestillinger. De asketiske og frelsesorienterede strømninger, som Jainismens og Buddhismens udsprang af, havde på dette tidspunkt fået stor betydning i de ældre indiske religion.

### Vedisk tid
Hovedartikel: Vedisk religion
Fra år 1200 f.v.t. til år 500 f.v.t. oplever Indien den såkaldte Vediske periode, den har fået navn efter den vigtigste tekstsamling fra perioden; Vedaerne. Ifølge legenden er Vedaerne åbenbaret til menneskene på guddommelig vis, og herefter er teksten overleveret på mundtlig vis fra far til søn i den såkaldte Brahmin kaste. Teksterne er forfattet over et meget langt tidsrum (1200 f.v.t.- 500 f.v.t.), og de ældste afspejler derved en helt anden kultur end de yngste, men den dag i dag betragtes Vedaerne stadig som den højeste religiøse autoritet blandt størstedelen af Indiens religiøse grupperinger. Sproget i teksten, vedisk, er af den oldiranske gruppe, og er en arkaisk forløber for klassisk sanskrit. Pga. de meget få skriftlige levn fra perioden, udover Vedaerne, har det været svært at få et helt klart billede af religionen.
Et af de forhold, der kan udledes af teksterne er præsteskabets fremtrædende position, ofringer var en central del af kulten, og derfor var højt uddannede præster nødvendige. Ofringer var under stærk rituel kontrol, selv de ritualer, som blev udført i hjemme var et offentligt anliggende, der krævede særlige procedurer og remedier. Et væsentligt element i alle ofringer var ilden, og der fandtes et ganske særligt præsteskab, der tog sig af offerbål.
Den vediske perioder var præget af forandring, og de religiøse tekster afspejler disse, forandringerne i fem epoker har været særligt gennemgribende:
- Indvandring af indo-arier fra Afghanistans højland først til Punjab og senere til området omkring Ganges’ øvre løb.
- De vediske indoarier opgiver deres nomadetilværelse og bliver fastboende.
- Det sakraliserede kastesystem opstår, idet samfundet differentieres efter funktioner.
- Lokale stormandslægter udvikler sig sakrale dynastier i tidlige statsdannelser.
- Det religiøse fokus flyttes, vi finder en spiritualisering bevægelse i religionen og en dualisme mellem krop og sjæl, hvor kroppen repræsenterede genfødsel og død, mens det evige liv fandtes i sjælen.

I dette frelsesorienterede miljø opstod de dharmiske religioner jainismen, buddhismen og hinduismen.

## Hinduisme
Hovedartikel: Hinduisme

### Pluralisme
Hele perioden fra Alexanders mislykkedes felttog til Indien til den islamiske erobring af det nordvestlige Indien i 1021 e.v.t. var præget af mindre og rivaliserende stater, hvor påvirkning udefra var minimal. Den dominerende religion var stadig baseret på Vedaerne, men det religiøse udtryk var meget forskelligartet.
Først i moderne tid er hinduisme blevet en mere ensartet, bl.a. pga. indflydelsen fra nye religioner, der har vundet indpas i Indien, men selv i dag er det umuligt at give en samlet og entydig beskrivelse af hinduisme.

### Historie
Hinduerne er i dag den største religiøse gruppe i Indien, i alt mere end 900 mill. mennesker. Begrebet hinduismen er indført af vestlige forskere i 19. årh. som en samlebetegnelse for alle de religioner, kultfællesskaber osv. som var baseret på Vedaerne. Ordet hindu er dannet af sindhu, som er en betegnelse for en person der stammer fra landet ved floden Sindhu, dvs. Indien, og hinduisme er disse personers levemåde. Til forskel fra de øvrige såkaldte verdensreligioner har hinduismen ikke en grundlægger, teologiske systemer, fælles moralbegreber eller centrale religiøse organisationer.
Hinduisme er groet ud af vediske traditioner, og det er meget svært at fastsætte et tidsmæssigt skel mellem de to perioder, men mod slutningen af den vediske tid flyttes det religiøse fokus mod spiritualitet og frelse.
På trods af angreb og invasioner af især islamiske folkeslag overlevede hinduismen.

## Buddhisme
Se også: Buddhisme
Buddhisme er en dharmisk religion, der opstod i det nordlige Indien på grundlag af Siddhartha Gautamas lære, han blev siden kendt som Buddha, hvilket betyder Den oplyste eller Den opvågnede. Buddhismen oplevede en blomstringstid under Mauryariget, der i sin storhedstid kontrollerede størstedelen af Indien. Imperiets grundlægger Chandragupta Maurya havde praktiseret jainisme, men hans senere efterfølger, Ashoka, begyndte at støtte buddhistiske bevægelser som led i konsolideringen af hans egen magt efter en ekspansiv fase. Allerede under Ashoka blev buddhistiske missionerer sendt til nabolandende, bl.a. til Sri Lanka, hvor kongen selv konverterede. Med støtte fra Mauryarigets herskere spredte buddhismen som til store områder i Asien, herunder de iransktalende regioner i Afghanistan og i Centralasien. Ashoka fik opført tusindvis af nye stupaer i hele sit rige, hvoraf nogle stadig eksisterer og er i aktiv brug.
Buddhismen oplevede i 13. århundrede en nedgangsperiode i Indien og forsvandt helt i flere regioner, den vedblev dog med at være udbredt i Himalayaområdet og på Sri Lanka. Efter Mauryarigets fald mistede den sin støtte i den herskende klasse, og nogle af de efterfølgende hindufyrster benyttede sig endda af vold for at undertrykke buddhister. Pala, det sidste dynasti der støttede buddhismen, forsvandt i 12. århundrede, og senere de muslimske erobrere ødelagde de buddhistiske klostre og templer og arbejdede for at befolkningen i de områder de kontrollerede i stedet blev omvendt til islam.
Allerede før den muslimske invasion i 12. århundrede var den buddhistiske indflydelse stærkt svækket, og antallet af klostre var i forvejen faldende. En teori der kan forklare dette er at buddhisme i denne periode i realiteten ikke var en del af den almindelige befolknings daglig liv og udelukkende levede af overklassens støtte.
I det 20. århundrede har buddhismen oplevet en genopblomstring i Indien; den sri lanankaske buddhistiske leder Anagarika Dharmapala grundlagde i 1891 en bevægelse, Maha Bodhi, hvis primære opgave var at vedligeholde, genopbygge og drive de gamle buddhistiske helligdomme. I 1950'erne blev en ny organisation, Dalit Buddhist movement, dannet, dens formål var at forhindre at de kasteløse (dalitter) konverterede til de “uindiske” religioner, kristendommen og islam, ved at tilbyde buddhismen som et “indisk” alternativ. Efter den kinesiske invasion og besættelse af Tibet er et stort antal buddhistiske tibetanere flygtet fra landet og mange af dem har bosat sig i den indiske by Dharamsala, heriblandt deres øverste religiøse leder Dalai Lama, byen er i dag blevet et af den buddhistiske verdens ledende centre.